# Бунге, Алехандро Вильфредо
Алехандро Вильфредо Бунге (исп. Alejandro Wilfredo Bunge; род. 21 ноября 1951, Буэнос-Айрес, Аргентина) — аргентинский прелат и ватиканский куриальный сановник. Председатель Кадровой службы Святого Престола c 1 октября 2020 по 26 января 2022.

## Биография
Алехандро Вильфредо Бунге изучал богословие и 23 декабря 1978 года был рукоположен в священники епархии Сан-Исидро. 
После дальнейшего обучения в Папском католическом университете Аргентины Бунге получил лиценциат в богословии. Он получил степень в области канонического права в Папском университете Святого Фомы Аквинского в Риме со степенью доктора канонического права. С 1996 года по 2013 год он преподавал в качестве профессора канонического права и был деканом факультета канонического права Папского католического университета Аргентины. Кроме того, он преподавал в различных семинариях, был временным председателем и должностным лицом межепархиального церковного суда в Буэнос-Айресе и президентом Аргентинского общества канонического права.
7 апреля 2013 года Папа Франциск назначил монсеньора Бунге прелатом и аудитором Трибунала Священной Римской Роты.
1 октября 2020 года Папа Франциск назначил монсеньора Бунге председателем Кадровой службы Святого Престола.
26 января 2022 года монсеньор Бунге получил отставку с поста председателя Кадровой службы Святого Престола.